# Stadtpark (Bernau bei Berlin)
Der Stadtpark in Bernau bei Berlin entstand im 17. Jahrhundert, als Teile der Wallanlage eingeebnet und Gräben zugeschüttet wurden. Auf der Naturfläche wuchsen Bäume, Sträucher und Gras. Sie diente als Weide und wurde im Volksmund Gehege genannt. Die Umgestaltung zu einem Park erfolgte im 19. Jahrhundert. Die frei gewordenen Bereiche dienten als städtischer Fuhrplatz, als Freilichtbühne, für eine Gärtnerei und als Schulgarten. Ein Spielplatz ist erhalten geblieben.

## Details zur Parkanlage

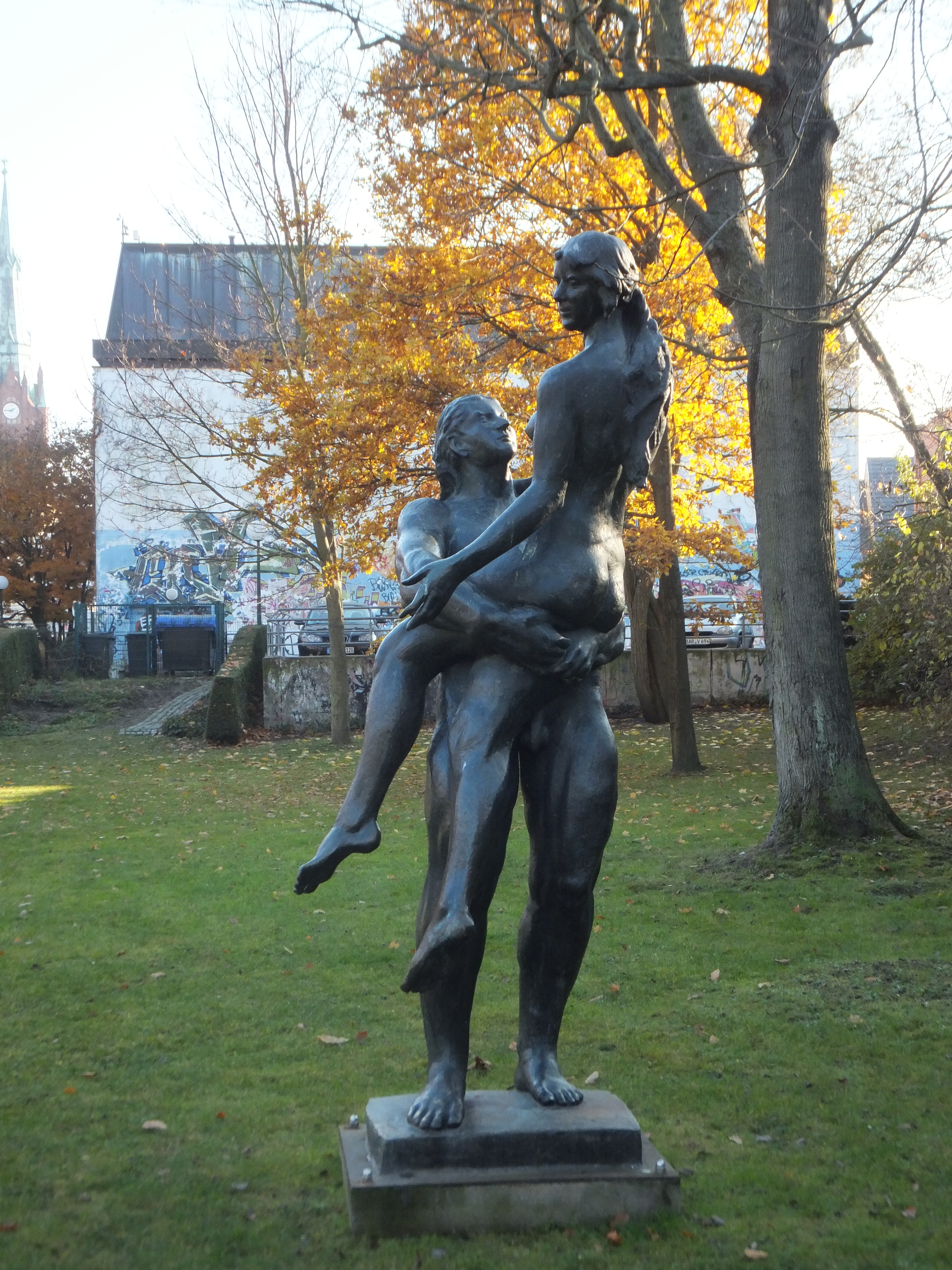
Stehendes Paar

Die Parkfläche mit vielen alten Bäumen umfasst mehrere Teiche sowie die Wallanlagen entlang der früheren Stadtbefestigung. Sie ist nicht klar abgegrenzt.
Im Jahr 2010 kämpfte die Stadt mit einer Rattenplage im Park. Die Nager unterhöhlten Bäume, Teiche und die Wallgräben. Durch das Auslegen von Ködern wurde die Population der Tiere reduziert.
Im Park befinden sich mehrere Skulpturen, einige schon seit den 1980er Jahren, darunter das Stehende Paar der Bildhauerin Margit Schötschel-Gabriel in Kooperation mit Jasmin-Sophie Schneidewind und Conrad Ambrée. Im Jahr 2011 kamen weitere Werke im Zuge eines am 5. Oktober 2011 eröffneten Internationalen Bildhauersymposiums von Künstlern unter freiem Himmel hinzu. Initiator der Werkschau war der deutsche Bildhauer Rudolf J. Kaltenbach, der gemeinsam mit seiner Kollegin Silvia Christine Fohrer auch für Steine ohne Grenzen verantwortlich zeichnet. Die beiden sehen sich in einer Linie mit dem Projekt Straße des Friedens des Humanisten Otto Freundlich. Von Kaltenbach steht seit diesem Zeitpunkt das Werk Wandlung Doppelkreuz im Park.
Die Parkfläche wird für das jährliche Hussitenfest im Mai/Juni sowie für Laufveranstaltungen genutzt. Die VHS führt Kräuterseminare durch.
Das Gelände ist außerdem Standort des Stadtgärtnerhauses sowie des Amtes für Schulverwaltungs-, Kultur- und Jugendangelegenheiten.